# Kertajaya (Tanggeung)
Kertajaya is een bestuurslaag in het regentschap Cianjur van de provincie West-Java, Indonesië. Kertajaya telt 3928 inwoners (volkstelling 2010).